# جينيفر كودي
جينيفر كودي (بالإنجليزية: Jennifer Cody)‏ هي راقصة وممثلة أمريكية، ولدت في 10 نوفمبر 1969 بغريس في الولايات المتحدة. من الجوائز التي نالتها جائزة آني.

## أعمال

### أفلام
- (2009) الأميرة والضفدع[3][4][5][6][7]

## جوائز
- جائزة آني

## وصلات خارجية
- جينيفر كودي على موقع IMDb (الإنجليزية)
- جينيفر كودي على موقع ميوزك برينز (الإنجليزية)
- جينيفر كودي على موقع قاعدة بيانات برودواي على الإنترنت (الإنجليزية)
- جينيفر كودي على موقع قاعدة بيانات الفيلم (الإنجليزية)